# Hokkaidos valkrets (överhusval)
Hokkaidos valkrets är en valkrets för Japans överhus bestående av Hokkaido prefektur. Dess ledamöter väljs hälften åt gången vart tredje år och har mandatperioder på sex år.
När valkretsen bildades 1947 hade Hokkaido åtta mandat. Från valet 1995 halverades antalet mandat till fyra. Från 2016 ökade det återigen till sex.

## Valda ledamöter
Överhusvalet i Japan 1989, 23 juli 1989.Redigera Wikidata
- Yasuko Takemura, partilös
- Shūji Kita, Liberaldemokratiska partiet
- Hisamitsu Sugano, Japans socialistparti
- Yūko Takasaki, Japans kommunistiska parti

Överhusvalet i Japan 1992, 26 juli 1992.Redigera Wikidata
- Hisashi Kazama, Kōmeitō
- Naoki Minezaki, Japans socialistparti
- Noriyuki Nakao, partilös
- Masaaki Takagi, Liberaldemokratiska partiet

Överhusvalet i Japan 1995, 23 juli 1995.Redigera Wikidata
- Hisamitsu Sugano, Japans socialistparti
- Katsuya Ogawa, Shinshintō

Överhusvalet i Japan 1998, 12 juli 1998.Redigera Wikidata
- Naoki Minezaki, Demokratiska partiet
- Yoshio Nakagawa, Liberaldemokratiska partiet

Överhusvalet i Japan 2001, 29 juli 2001.Redigera Wikidata
- Chuichi Date, Liberaldemokratiska partiet
- Katsuya Ogawa, Demokratiska partiet

Överhusvalet i Japan 2004, 11 juli 2004.Redigera Wikidata
- Yoshio Nakagawa, Liberaldemokratiska partiet
- Naoki Minezaki, Demokratiska partiet

Överhusvalet i Japan 2007, 29 juli 2007.Redigera Wikidata
- Katsuya Ogawa, Demokratiska partiet
- Chuichi Date, Liberaldemokratiska partiet

Överhusvalet i Japan 2010, 11 juli 2010.Redigera Wikidata
- Gaku Hasegawa, Liberaldemokratiska partiet
- Eri Tokunaga, Demokratiska partiet

Överhusvalet i Japan 2013, 21 juli 2013.Redigera Wikidata
- Chuichi Date, Liberaldemokratiska partiet
- Katsuya Ogawa, Demokratiska partiet

Överhusvalet i Japan 2016, 10 juli 2016.Redigera Wikidata
- Gaku Hasegawa, Liberaldemokratiska partiet
- Eri Tokunaga, Demokratiska progressiva partiet
- Yoshio Hachiro, Demokratiska progressiva partiet

Överhusvalet i Japan 2019, 21 juli 2019.Redigera Wikidata
- Harumi Takahashi, Liberaldemokratiska partiet
- Kenji Katsube, Konstitutionellt demokratiska partiet
- Tsuyohito Iwamoto, Liberaldemokratiska partiet

Överhusvalet i Japan 2022, 10 juli 2022.Redigera Wikidata
- Gaku Hasegawa, Liberaldemokratiska partiet
- Eri Tokunaga, Konstitutionell-demokratiska partiet
- Toshimitsu Funahashi, Liberaldemokratiska partiet